# آيت بن عبو (أولاد سي بولغيت)
آيت بن عبو هو دُوَّار يقع بجماعة سيدي عيسى بن سليمان، إقليم قلعة السراغنة، جهة مراكش آسفي في المملكة المغربية. ينتمي الدوّار لمشيخة أولاد سي بولغيت التي تضم 10 دواوير. يقدر عدد سكانه بـ 66 نسمة حسب الإحصاء الرسمي للسكان والسكنى لسنة 2004.

## وصلات خارجية
- البوابة الوطنية للجماعات الترابية
- المندوبية السامية للتخطيط